# The Lightning Thief: The Graphic Novel
The Lightning Thief: The Graphic Novel (no Brasil, O Ladrão de Raios: Graphic Novel) é o primeiro livro da série graphic novel de Percy Jackson & os Olimpianos. É uma versão em estilo de história em quadrinhos do livro O Ladrão de Raios de Rick Riordan. A adaptação, feita por Robert Venditti e produzida pela editora americana Disney Hyperion (que lançou a série Percy Jackson original), foi lançada em 12 de Outubro de 2010 nos EUA pela mesma editora, e em 17 de Agosto de 2011 no Brasil pela Editora Intrínseca.
O livro permaneceu durante 7 semanas na lista de bestsellers do jornal estadunidense The New York Times.

## Diferenças em relação ao livro original
O enredo do graphic novel e do livro original é praticamente o mesmo. Algumas partes foram cortadas e algumas não foram contadas tão detalhadamente como no livro. Aqui está uma lista das diferenças a partir da história em quadrinhos.
- Não é feita referência sobre Percy gostar de alimentos azuis.
- A Parte de cavalo do corpo de Quíron, assim como no filme, é marrom.
- Quíron já sabe a localização exata da entrada para o mundo inferior desde o início.
- A batalha com as Fúrias no ônibus não é mostrada, mas é mencionado uma única vez.
- Quando Ares conhece Percy, Annabeth e Grover, ele imediatamente dá a mochila com o raio-mestre à Percy e os consegue uma carona para Las Vegas, sem pedir-lhes para recuperar seu escudo.
- A Cena da Medusa não está na versão impressa do graphic novel. A cena só pode ser encontrada online (em inglês)
- Procusto não é mostrado.
- Cérbero não é mostrado
- Percy não luta com Luke no final. Quíron, no entanto, explicou que ele fugiu sem avisar a ninguém.
- Quando Percy está no ônibus, ele não vê o Leão da Nemeia correndo pela Floresta.

## Personagens principais
- Percy Jackson - Percy é um menino de 12 anos que tem sido expulso de escolas constantemente. Numa excursão a um Museu, Percy é atacado por uma das Fúrias de Hades. Logo se seguem acontecimentos estranhos a sua volta e ele descobre ser um semideus, e vai morar no Acampamento Meio-Sangue, sob a olhar de Quíron. Junto com seus amigos, Grover Underwood e Annabeth Chase, Percy tem a missão de resgatar o Raio Mestre de Zeus e evitar uma grande guerra entre deuses.
- Annabeth Chase - Filha da deusa Atena. Annabeth foi morar no Acampamento Meio-Sangue muito pequena, por não se adequar a sua família mortal. Frustrada por não sair do acampamento, ela espera pela concretização de uma profecia, e assim voltar as missões. Annabeth usa um boné que a torna invisível, presente dado por sua mãe e muito útil em diversas situações. Ela ajuda Percy a resgatar o raio de Zeus, na sua primeira missão como um herói.
- Grover Underwood - Melhor amigo de Percy na escola, Grover estava sob disfarce para o vigiar, a pedido de Quíron. Ele é um sátiro e ajuda Percy na sua missão de resgatar o raio de Zeus. Grover sonha em conseguir sua permissão de buscador, para assim sair a procura do grande deus Pã.

## Sequências
As continuações da série em Graphic Novel de Percy Jackson e Os Olimpianos — O Mar de Monstros: Graphic Novel e A Maldição do Titã: Graphic Novel já estão em fase final de produção. As adaptações dos livros O Mar de Monstros e A Maldição do Titã serão lançadas, respectivamente, em 2 de julho e 8 de outubro de 2013 nos Estados Unidos..